# Kotosh
Kotosh és un jaciment arqueològic situat al departament de Huánuco, al Perú. Es compon d'una sèrie d'edificis superposats amb 6 períodes d'ocupació contínua que daten des de l'arcaic tardà fins a l'intermedi primerenc. El més famós dels recintes, exposat actualment al públic, és el temple de les Mans Encreuades, denominat així per tenir dos alts relleus de fang amb forma de sengles braços encreuats, l'antiguitat dels quals es remunta al 1800 ae (fase Kotosh-Mito). Entre els investigadors i arqueòlegs que han estudiat aquest jaciment es troben Javier Pulgar Vidal, Julio César Tello i Seiichi Izumi (aquest darrer fou el descobridor del temple de les Mans Encreuades).

## Ubicació
Es troba a Kotosh, una petita planúria situada a 4 km a l'oest de la ciutat de Huánuco i al marge dret del riu Higueras.

### Antiguitat
L'antiguitat assignada a aquest temple o recinte sagrat arriba al 1800 ae, en ple preceràmic o arcaic tardà; sembla el primer exemple d'arquitectura religiosa no sols del Perú, sinó de tota Amèrica.

## Excavacions
Kotosh fou coneguda com una huaca ameríndia, i fou espoliada pels cercadors de tresors. Fins abans de ser redescoberta en la dècada de 1930 semblava un promontori natural. El 1934 Javier Pulgar Vidal n'identificà a la zona fragments de ceràmica preinca. A l'any següent la visità el cèlebre arqueòleg Julio César Tello, que el considerà un jaciment arqueològic molt important. Tello creia que la ceràmica de Kotosh estava emparentada amb la terrisseria chavín. Kotosh, d'acord amb aquest plantejament, seria una baula important en el sorgiment de la civilització peruana, la cultura matriu de la qual fou chavín.
Al 1960 la Universitat de Tòquio hi envià una expedició dirigida pel professor Seiichi Izumi, formada per l'arqueòleg Toshinico Sono, l'antropòleg Kazuo Terada i altres especialistes. L'equip trobà a Kotosh les restes d'una antiquíssima construcció del preceràmic, que anomenaren el temple de les Mans Encreuades, perquè en dues parets, a la part inferior, descobriren relleus de fang modelat en forma de braços encreuats, de significat misteriós, tot i que aparentment de connotació religiosa.
Al 1963 va retornar Izumi al Perú i hi duia un equip d'especialistes més gran que el de 1960, amb el propòsit de dilucidar definitivament el misteri del temple. Els arqueòlegs en confirmaren que era del preceràmic, perquè no hi havia vestigis de terrisseria (cap a 1800 ae). Les restes de ceràmica recent es troben en la següent estructura superposada, anomenada temple dels Nichitos. Així mateix, s'establí per a la ceràmica de Kotosh una llarga seqüència, que arriba fins a l'intermedi primerenc.

## Períodes
Kotosh passà per les fases següents, d'acord amb el desenvolupament de la ceràmica:
- Kotosh Mito (arcaic tardà-formatiu inferior). Preceràmic (sense ceràmica).
- Kotosh Wairajirca (formatiu inferior- formatiu mitjà), datat cap a 1850 ae: la seua ceràmica és de tipus gris, amb figures incises i acolorides després de la cocció, en roig, blanc i groc.
- Kotosh Kotosh (formatiu mitjà), datat cap al 1000 ae, associada al cultiu de dacsa. Ceràmica gravada, esgrafiada i amb "nanses d'estrep".
- Kotosh Chavín (formatiu superior), ceràmica d'estil chavín.
- Kotosh Sajarapatac i San Blas (intermedi primerenc). Ceràmica pintada de blanc sobre pasta vermella.
- Kotosh Figueres (intermedi primerenc).

## Descripció

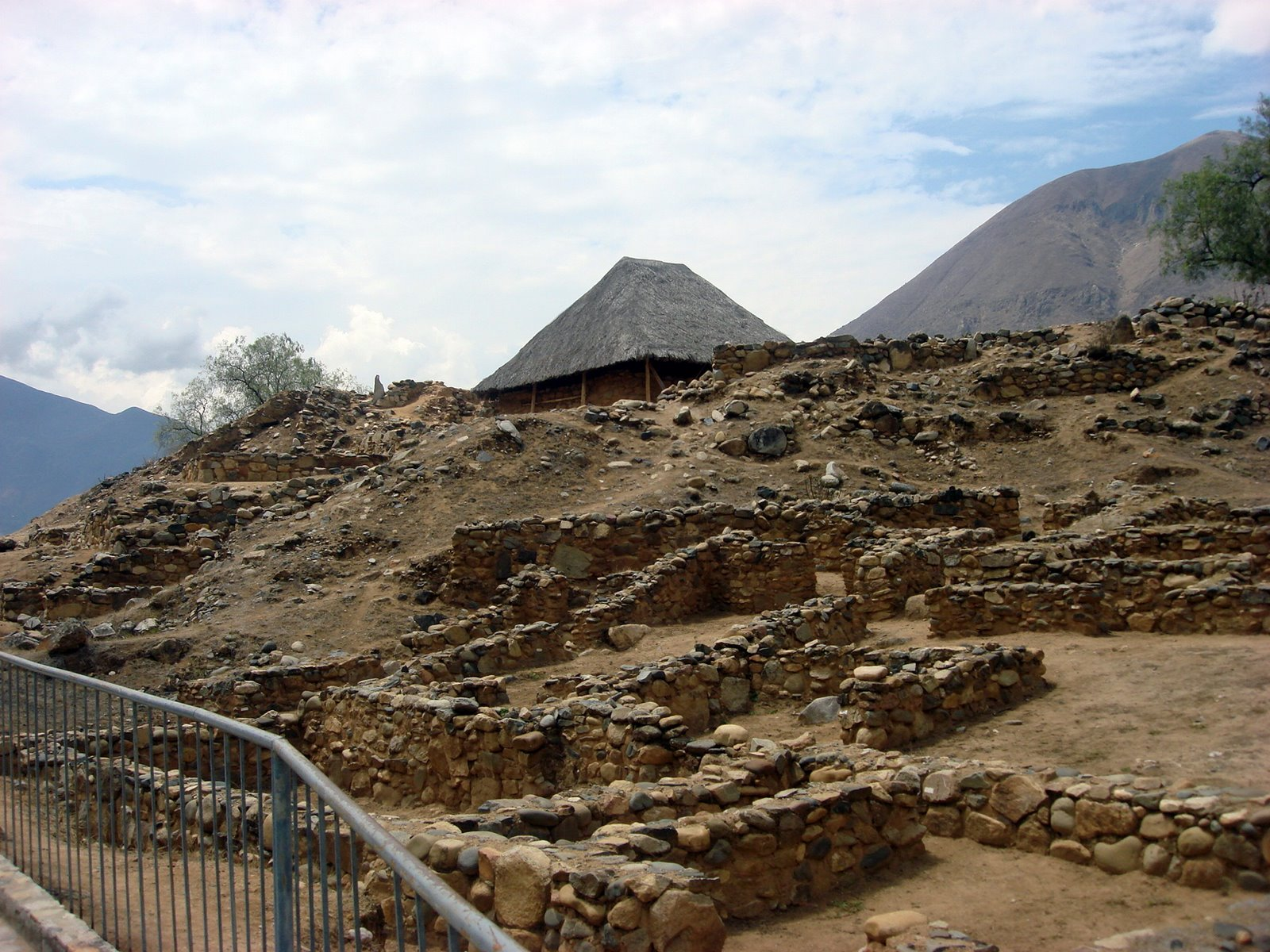
Una altra vista exterior de Kotosh

Kotosh inclou una sèrie d'edificis construïts amb pedra i fang, de plantes quadrangulars sobre plataformes emplenades amb terra i còdols, carreus i fang. Aquests recintes són relativament petits, de 4 i 6 m de llarg, tot i que també n'hi ha de més de 10 m de llarg. Tots manquen de finestres i probablement tenien sostres plans. Dins de cada recinte es veu un pis quadrangular que consta de dos nivells: un de més baix, en forma de pis enfonsat, envoltat per un altre nivell més alt com una banqueta. El nivell baix conté al centre un petit pou que servia de fogó, connectat a un petit conducte subterrani de ventilació. Les parets internes (i a voltes les del pis enfonsat) tenen nínxols de distintes grandàries, i en alguns casos pintures senzilles o relleus en forma de braços encreuats, com en el temple de les Mans Encreuades.

### Tradició Kotosh o Mito
Aquesta tendència de fer estructures cerimonials en forma de pis enfonsat amb un fogó al mig (on es devien cremar les ofrenes) s'ha denominat tradició religiosa Kotosh, tradició Mito o tradició dels altars del foc sagrat. N'hi ha exemples, però, més antics, com els trobats a La Galgada (Pallasca, Áncash) del 2380 ae i Huaricoto (Marcarà, Áncash), del 2796 ae. Se n'han trobat també vestigis a Tantamayo (Huanuco), a Caral (Supe) i a Huacaloma (Cajamarca), per la qual cosa degué ser una tradició molt estesa als Andes nord-centrals del Perú, des de la costa fins a la selva.

## El temple de les Mans Encreuades

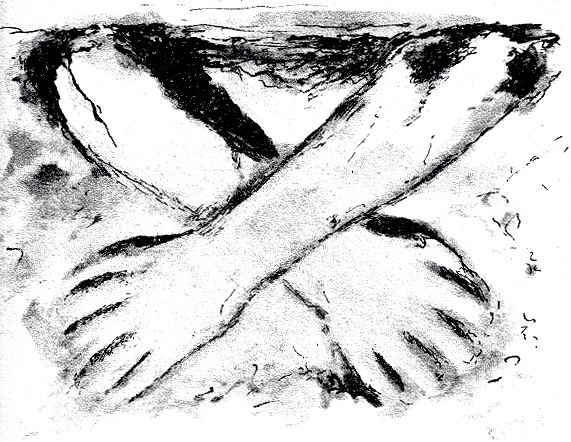
Representació d'unes mans encreuades, modelada en terracota, trobada a Kotosh

El temple de les Mans Encreuades és el més famós dels recintes cerimonials de Kotosh. Té forma rectangular i fa 9,5 m de llarg per 9,3 m d'ample. S'hi entrava pel sud, per una portada de 2,15 m d'alt.
Els murs, de 2,4 a 2,8 m, els arrebossaren amb una fina capa de fang color blanc-crema i els ornaren amb nínxols i fornícules grans trapezoïdals. Sota dos d'aquests nínxols es descobriren les famoses mans encreuades modelades en terracota, que els arqueòlegs tingueren summa cura de no danyar. El significat d'aquesta representació és un misteri. Els investigadors japonesos pensaren que podia significar amistat, acostament, bondat. Altres estudiosos opinen que les mans són l'element fonamental del temple, peça bàsica d'un ritu de la que fou la primera gran religió americana. És molt probable que el relleu formara part d'una efígie major, que ja no es conserva.
Com tots els temples de la seua tradició, el terra es divideix en dos nivells amb un fogó central al nivell inferior i un conducte de ventilació subterrani, per on sortien els fums, cap a fora.